# التئام
| التئام الجرح في اليد                    |   |    |    |
|                                         |   |    |    |
| مراحل التئام الجرح خلال الايام التاليه. |   |    |    |
| 0                                       | 3 | 17 | 30 |

الالتئام أو التحام (ويعني حرفيًا الاكتمال)،التئام الجروح هي عملية طويلة ومعقدة يقوم خلالها الجلد أو انسجة الجسم الأخرى بإصلاح نفسها بسبب جرح حدث لها. في الجلد الطبيعي والمكون من طبقتين هي البشرة (الطبقة الخارجية) والادمة (الطبقة الداخلية) يعملان كطبقة واقية للجسم من البيئة الخارجية المحيطة. عندما تُصاب أو تُجرح هذه الطبقة الواقية (الجلد)، سوف تتفعل سلسلة منظمة من التفاعلات الكيموحيوية حتى يعاد إصلاح ما تم اتلافه بسبب الجرح. وهذا العمليات هي:تجلط الدم (hemostasis)، الالتهاب، مرحلة نمو النسيج (proliferation) وإعادة تنظيم وترتيب له (maturation). في بعض الاحيان يعتبر تجلط الدم جزء من مرحلة الالتهاب وليس مرحلة منفصلة.
- تجلط الدم: (hemostasis)تبدأ خلال الدقائق الأولى بعد حدوث الجرح، الصفائح الدموية الموجودة في الدم تبدأ تتجمع وتلتصق في مكان الجرح، وخلال هذه العملية تطرأ تغيرات على الصفائح نفسها فيتم تنشيطها لتحدث بعض التغيرات في هذه العملية. يتغير شكلها لتصبح غير منتظمة الشكل، أكثر ملائمة لعملية التجلط، وتبدأ أيضًا بافراز رسائل أو اشارات كيميائية لكي تعزز عملية التجلط. وهذا يؤدي إلى تفعيل الفبرين (fibrin) الذي يكون شبكة تعمل كمادة لاصقة، تلصق وتربط الصفائح الدموية بعضها ببعض. وهذا ينتج خثرة تعمل كسدادة تغلق فيها الفتحات التي حدثت للاوعية الدموية بسبب الجرح، لكي تقلل أو تمنع النزيف الذي حصل بسبب الجرح.[6][7]
- الالتهاب: خلال هذه المرحلة تزال الخلايا الميتة والتالفة من منطقة الجرح، ويزال معها البكتيريا والحطام ومسببات الأمراض الأخرى. وهذا يحدث خلال عملية تدعي بلعمة أو الالتقام (phagocytosis) تقوم خلالها خلايا الدم البيضاء بابتلاع البكتيريا والحطام، وافراز عوامل النمو (Growth Factor) مشتقة من الصفيحات إلى مكان الجرح والتي تؤثر على الخلايا لتجعلها تهاجر وتنقسم إلى خلايا أكثر خلال مرحلة النمو.
- عمليه نمو نسيج جديد: (Proliferation) في هذه المرحلة يبدأ تكون الانسجه الدمويه، وذلك من خلال افرازت خلايا من بطانة الاوعية الدموية لتكوين اوعية دموية جديدة[8]، اما في عمليه تكوين النسيج الحُبيبي والليفي، فان الحُبيبات تكون وتنمو من خلال الانسجة الخلوية الخارجية (ECM) بواسطة افراز الكولاجين والفبرونيكتين.[9] في نفس الوقت اعاده تكوين نسيج الضهاره (epidermis)تحدث من خلال نمو وزحف خلايا نسيج الضهاره إلى اعلى الجرح مغطيه الانسجه الجديده.[8]
- تتقلص منطقه الجرح من خلال تقلص خلايا الاليف العضليه في حجمها بالتالي انقباض الجرح من الحواف في آليه تشبه كالتي في العضلات الملساء.في حين الخلايا غير مفيده تموت في عمليه الموت البرمجي (apoptosis).
- عمليه النضج أو اعاده التشكيل النسيجي (maturation): تحدث من خلال إعادة ترتيب الكولاجين بخطوط متوترة وقتل الخلايا غير المفيدة من خلال الموت البرمجي.

عمليه التئام الجرح عملية معقدة وهشة، في حاله أي تداخل أو فشل خلال هذه العملية قد يتاذى الجرح ويتحول إلى جرح مزمن غير قبل للشفاء. هنالك بعض العوامل التي تؤثر على التئام الجروح هي: السكري، امراض الاوعية الدموية وامراض اختلال العمليات الأيضية التي تصيب كبار السن.
العناية بالجرح تشجع وتزيد من سرعة شفاء الجرح وذلك عن طريق التنظيف والحماية من الإصابة بجرح مرة أخرى أو حدوث أي عدوى. بالنظر إلى كل مريض وحاجاته، تتراوح تلك العناية من شكلها الابسط «الاسعافات الاولية» إلى متخصصي التمريض الشامل من تمريض الجروح والفغر (ostomy) (جرح صناعي في الجلد لاستئصال عضو ما) والتمريض الخاص بمرضى التحكم اللاإرادي لللافراز الشرجي والبولي الزائد (Continence nursing) ومركز رعاية الحروق.

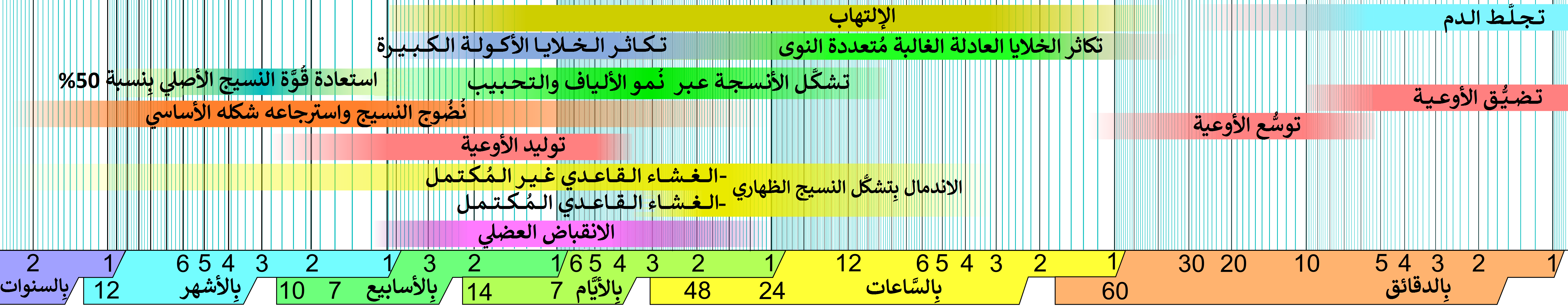
الاوقات التقريبية للمراحل المختلفة من شفاء الأمراض، مع تلاشي بعض الفترات مما يجعل هنالك اختلافات من شخص لآخر بالاعتماد بشكل رئيسي على حجم الجر وظروف العلاج,.

أما في الطب النفسي وعلم النفس، فإن الالتئام هو عملية يتم من خلالها معالجة العصاب والذهان وصولًا للدرجة التي يستطيع عندها المريض القدرة على الحياة بطريقة طبيعية أو إتمام عملية الوجود دون أن يخضع لظاهرة نفسية مرضية. قد تشمل هذه العملية العلاج النفسي والعلاج بالأدوية ومعالجة المناهج الروحية التقليدية بطريقة متزايدة.

## التجديد
يجب أن تكون الخلية المصابة من النوع القادر على التكاثر لالتئام أي جرح من خلال تجدد الأنسجة. تحتاج الخلايا أيضًا إلى إطار من الكولاجين بجانب النمو. جنبًا إلى جنب مع معظم الخلايا هناك غشاء قاعدي أو شبكة الكولاجين التي تتم عن طريق أرومة ليفية التي تتحكم في نمو الخلايا. بما أن الإقفار ومعظم التوكسينات لا تدمر الكولاجين، فسيستمر وجودها حتى اختفاء الخلايا الموجودة حولها.

### مثال
النخر الأنبوبي الحاد (ATN) في كلية (عضو) هي حالة يتم فيها مداواة الخلايا بالكامل عن طريق التجديد. يحدث النخر الأنبوبي الحاد عند تهتك الخلايا الظهارية التي تبطن الكلية بسبب نقص الأكسجين (مثل ما هو موجود في صدمة نقص حجم الدم، عندما ينخفض الدم المتدفق للكلية انخفاضًا كبيرًا) أو عن طريق السموم (مثلما هو في بعض المضادات الحيوية أوالفلزات الثقيلة أو رباعي كلوريد الكربون).
على الرغم من أن العديد من تلك الخلايا الظهارية تكون ميتة، فعادة ما يظهر نخر غير مكتمل، مما يعني وجود بقع للخلايا الظهارية لا تزال حية. إضافة إلى ذلك، يظل الإطار الكولاجيني للأنابيب سليمًا.
يمكن استنساخ الخلايا البشرية الحالية واستخدام الغشاء القاعدي كموجه لذلك، مما يؤدي في النهاية إلى رجوع الكلية لحالتها الطبيعية. بعد إتمام عملية التجديد، يكون التلف غير قابل للكشف، حتى باستخدام المجهر.
يجب أن تتم عملية الالتئام عن طريق عملية الإصلاح في حالة إصابة الخلايا غير القادرة على التجديد (أي عضلة أو أعصاب القلب). أيضًا، إصابة شبكة الكولاجين (مثل ما يتم عن طريق (الإنزيمات التهتك البدني) أو الانهيار الكلي (مثل ما قد يحدث في الاحتشاء) الذي يتسبب في عملية الالتئام عن طريق الإصلاح.

## المرحلة الأولى ومرحله التكوين النسيجي

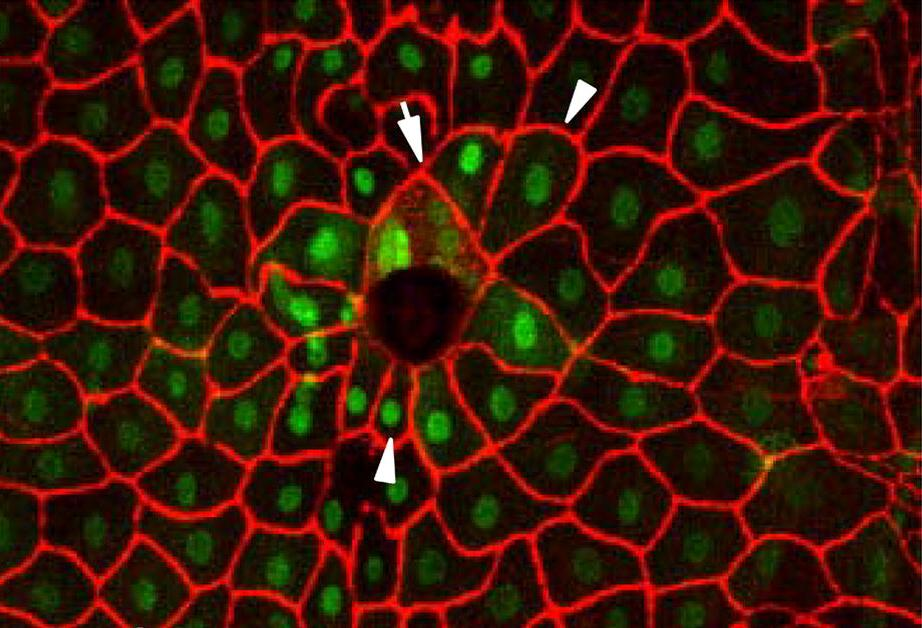
صورة مشعة ليرقات الدروسوفيلا التي تتماثل للشفاء بعد جرح، الأسهم تشير إلى الخلايا التي تكون مخلى ورؤوس الاسهم تمثل الخلايا التي تتجه نحو الجرح

عمليه التئام الجروح تنقسم إلى أربعة مراحل وهي: تجلط الدم، الالتهاب، عمليه تكوين النسيج الجديد وعمليه النضج أو إعادة تكوين النسيج. لكن مؤخرا تم بناء وصف نموذجي يوضح هذه العملية ولكن بمرحلتين بدلا من اربعه كما ذكر سابقاً، وهما المرحلة الاوليه ومرحله تكوين الخلايا الجديده.
المرحلة الاوليه والتي تبدأ مباشره بعد حدوث الجرح والتي تتضمن أحداث خلويه وجزيئيه تؤدي إلى تجلط الدم وتكوين أولي لانتقال المواد الخارجيه الخلويه التي توفر بناء هيكلي لتماسك الخلوي اولاً والتكوين النسيجي لاحقا.
أما مرحله بناء الخلايا فهي تتضمن أنواع مختلفه من الخلايا التي تعمل مع بعضها البعض لتشكل استجابه التهابيه وتشكيل النسيج الخلايا الحُبيبيه وتستعيد الخلايا الضهاريه. هذه المرحلة تنقسم إلى عده اجزاء فرعية منها: 1) خلايا البلعمة ومكونات الالتهاب (من 1-2 يوم)و 2)تفاعل الخلايا الضهاريه الوسيطه (تغير شكل النسيج الضهاري في ساعات هجرة الخلايا تبدأ من يوم أول أو ثاني يوم)،3) خلايا النسيج الحبيبي والخلايا الليفيه: محاذاه تقدميه وإنتاج الكولاجين وتقلص المواد (بين يوم 4 و 14)، 4) الخلايا الباطنية وعمليه تكوين الأوعية الدموية تبدا من اليوم الرابع، 5) المواد الموجوده في الطبقة الجلديه والمواد التصنيعيه تبدأ من اليوم الرابع وتنتهي بعد أسبوعين، أما التغير وإعادة التكوين فتبدأ بعد الأسبوع الثاني وتنتهي بعد أشهر معتمده على حجم الجرح.

## الوقت وتكوين الطبقة الضهارية
الوقت مهم جداً لالتئام الجرح والأهم من ذلك هو الوقت التي تتكون فيه الطبقة الضهاريه، ففي حالة تكون هذه الطبقة بشكل بطيء فإن نسبة تكون ندبه تكون عالية حيث تبقى لأسابيع أو أشهر ، أما في حالة تكون هذه الطبقة بوقت سريع فإن إعادة بناء الأنسجة ستكون أسرع وفرص أقل في ظهور ندبه.

## مرحله الالتهاب
عندما تبدا مرحلة الالتهاب يتم تنشيط سلسلة من عناصر التخثر عن طريق خثرة فبرين لكي تقلل من خسارة الدم عن طريق الجرح المحدث، بعد ذلك يتم إفراز العديد من العناصر الالتهابية والبلعمية لتقوم بإزالة الحطام والبكتيريا والنسيج المتلف وبالإضافة إلى افراز العديد من الاشارات الخلوية التي تحفز بدء طور النمو من التئام الجرح.

### تضيق وتوسيع الأوعية الدموية
عندما يجرح الجلد أو أي نسيج من الجسم فان الدم يختلط مع الكولاجين، وبالتالي يُفَعل الصفائح الدمويه لأفراز العوامل الالتهابيه وافراز البروتينات السكرية glycoproteins التي تلتصق على غشاء الخلايا تؤدي إلى التصاق الخلايا ببعضها متجمعة مشكله كتله. الفبرين والفبرونكتين يعملان معا لتشكيل هذه الكتلة لسد الجرح ومنع نزف المزيد من الدماء وفقدان البروتينات حتى يُشكل الكولاجين. الخلايا المهاجرة تستخدم هذه الكتلة لتزحف من خلالها، أما الصفائح الدمويه تلتصق بها وتفرز العوامل المهمة. في النهاية هذه الكتلة تتحلل لتستبدل بالنسيج الحُبيبي ولاحقا بالكولاجين.
مباشرة بعد خرق الاوعيه الدمويه، ينفجر جدار الخلية ويفرز عناصر التهابيه هما البروستاغلاندينات والثرومبوكسين التي تعمل على تشنج الاوعيه الدمويه وتقليل أو منع النزف مع تجمع الخلايا والعناصر الالتهابيه في المنطقة. تضيق الاوعيه يستمر لمده خمس إلى عشر دقائق من بدايه الجرح حيث بعد ذلك يحصل توسيع للاوعيه الدمويه الذي يستمر ل 20 دقيقة بعد الجرح بسبب عوامل تفرزها الصفائح الدمويه من اهمها الهستامين، الهستامين يجعل الاوعيه الدمويه ناضحه حتى تتورم الانسجه المحيطه لسماح بالبروتينات وخلايا الدم البيض في الدم للدخول إلى الانسجه وإلى المنطقة الخارجيه الخلويه.

### خلايا المتعادله المتعدده النوى (Polymorphonuclear neutrophil)
تصل هذه الخلايا إلى الجرح بعد ساعه من حدوثه وتبقى لمده يومين حيث تصبح هي الخلايا السائده وتحديدا في اليوم الثاني والتي تجلب إلى المنطقة بواسطه الفبرونكتين وعوامل النمو والكينينات.هذه الخلايا تبلعم الحطام وتقتل البكتيريا بإفراز بعض الجذريات الذرية الحرة، وتسمى هذه العملية بالانفجار التنفسي.
أيضا تقوم الخلايا بتنضيف الجرح بافراز انزيم البروتييز (proteases)والذي يحطم الانسجه التالفه. تعيش الخلايا المتعادله الفعالة لمده يومين ومن ثم تموت عن طريق الموت البرمجي وتبلع بواسطه الخلايا البلعميه بعد انتهاء وضيفتها.
ومن الخلايا الدم البيض الأخرى التي تدخل إلى منطقة الجرح هما الخلايا T المساعده والتي تفرز السيتوكينات والتي تعمل على انقسام المزيد من الخلايا التائية وتزيد من الالتهاب وزياده توسيع ونفاذيه الاوعيه الدمويه. لسماح للخلايا البلعميه بالنفاذ منها. والخلايا التائية أيضا تزييد من فاعلية الخلايا البلعمية.

### الخلايا البلعميه (Macrophages)
دور الخلايا البلعميه في ألتئام الجرح هو بلع الخلايا المستهلكة التي من ضمنها خلايا المتعادلة المتعددة النوى والبكتيريا واللانسجة المُتلفة.
انها أيضا مساهمه في عمليه اعاده بناء الاوعيه الدمويه وبناء النسيج الضهاري بواسطه افراز بعض العناصر التي تؤدي إلى شفاء أو التام الجرح عبر مراحل مختلفه وهنالك بعض الظروف تعمل على تحفيزها كوجود كميات قليلة من الاكسجين.وقد اكتشف مؤخرا منبعض العلماء على ان هذه الخلايا تساعد على تشنج حواف الجرح.
تنتهي مرحل الاتهاب عندما تنخفض نسبه الخلايا الدم البيض والعناصر الالتهابيه عند منطقه الجرح، مما يؤدي إلى منع تشنج اوانقباض الجرح بسبب نسبه خلايا البلعمة المساهمة في ذلك. في حال اطاله هذه المرحلة فان عمليه قتل وبلع الانسجه التالفه قد تزداد ويتحول الجرح إلى جرح مزمن يشكل نُدبة.
الطحال يحتوي على نصف وحيدات الجسم (monocytes)مخزنة على استعداد لنشرها في الأنسجة المصابة. جذبت إلى مكان الجرح بواسطة عوامل النمو الصادرة عن الصفائح الدموية وخلايا أخرى، تدخل وحيدات من مجرى الدم المنطقة من خلال جدران الأوعية الدموية. العديد من وحيدات الخلية تزداد حيث تصل إلى ذروة خلال يوم اويوم ونصف بعد حدوث الإصابة. وبمجرد وجودهم في مكان الجرح، تنضج وحيدات الخلية إلى خلايا بلعمة. تفرز خلايا البلعمة أيضا عدد من العوامل مثل عوامل النمو والسيتوكينات الأخرى، وخصوصا خلال 3- 4 أيام بعد الإصابة. هذه العوامل تجذب الخلايا المشاركة في مرحلة النمو إلى المنطقة.
في عملية التئام الجروح التي تؤدي إلى إصلاح ناقص، تحدث ندبة الانكماش، وبذلك تدرجات مختلفة من العيوب الهيكلية، وتشوهات ومشاكل مع المرونة. الخلايا البلعمية قد تحد من مرحلة الانكماش. وقد أفاد العلماء أن إزالة الخلايا البلعمية من حيوان السلمندر أدى في فشل استجابة التجدد نموذجية (تجدد الأطراف)، بدلا من ذلك عملت على استجابة الإصلاح الا وهو تكوين الندبة.

## عمليه تكوين النسيج الجديد
هذه العملية تبدأ بعد يومين أو ثلاثه أيام من حدوث الجرح، حتى انها قد تبدا قبل ان تنتهي المرحلة الالتهابيه. والتي تتضمن:

### عمليه تكوين الاوعيه الدمويه
عمليه تكوين الاوعيه الدمويه تبدأ بالتزامن مع تكوين الخلايا الحُبيبيه عندما تهاجر الخلايا الباطنية إلى المنطق المجروحه. بسبب وضيفه الخلايا الحُبيبيه والخلايا الضهاريه حيث ان كلا منهما يحتاج إلى الاكسجين والاغذيه، فإن هذه المرحلة مهمه لبقيه مراحل التئام الجرح مثل هجره الخلايا الحُبيبيه وخلايا البشرة الخارجيه.والنسيج الذي مر بهذه المرحلة يكون لونه مائل للحمرة بس وجود الشعيرات الدموية ، هذه المرحلة تحدث أيضا في عده مراحل فرعيه وهي:
- المرحلة الكامنه: خلال مرحل الالتهابات ومرحله تجلط الدم، توسعه ونفاذيه الاوعيه الدمويه تسمح للخلايا الدم البيض بأن تخرج من الاوعيه الدمويه إلى الانسجه المحيطه وبلع الانسجه المتلفة بالاضافه إلى تعقيم المنطقة المجروحه. انتفاخ الانسجه يساعد لاحقاً على تكون الاوعيه الدمويه بواسطه توسع وارتخاءللمنطقه الخلويه الخارجيه الكولاجينية .
- تنشيط الخلايا الباطنية: في هذه المرحلة تتحول الخلايا البلعميه من خلايا التهابيه إلى خلايا التآميه، حيث تبدأ بأفراز ماده باطنيه كيميائيه وعوامل نمو لجذب الخلايا الباطنية الضهاريه المجاورة. الخلايا الباطنية المنشطه تستجيب بواسطه سحب وتقليل من التقاطعات الخلويه مما يؤدي إلى ارتخاء نفسها من الخلايا الباطنية المنغمسه. تشخص هذه الخلايا بأحتوائها نواه كبيره.
- انحلال الطبقة القاعديه لنسيج الخلايا الباطنية: في هذه المرحلة تقوم كل من خلايا البلعمة والخلايا البدينه والخلايا الباطنية بإفراز انزيم البروتيرز لتحطيم الصفيحة القاعديه للوعاء الدموي الموجود.
- نمو الاوعيه الدمويه: بعد تحطيم الصفيحة القاعديه للاوعيه الدمويه، فأن الخلايا المنحله من الشعيرات الدمويه الموجوده مسبقاً أو الناتجة عن تكوين شعيرات جديدة يمكن ان تنقسم وتهاجر مجذوبة عن طريق العوامل الكيميائية إلى المنطقة المجروحه حيث تبطنها اوعيه دمويه جديده. نمو الاوعيه الدمويه يمكن ان يحصل بمساعده نقص التاكسج المحيطي وانخفاض قلويه الدم في محيط الجرح، حيث ان نقص التأكسج يؤدي إلى تحفيز عامل النسخ للخلايا الباطنية (HIF)العامل المحفز لنقص التأكسج لتفعيل جينات الاوعيه لدمويه مثل VEGF و 1GLUT .نمو الاوعيه الدمويه يمكن ان يكون نفسه تكوننا لمعيا ويدمج القنوات العمياء لتكون شبكه وعائيه دمويه جديده.
- نضج الاوعيه الدمويه: بطانه الاوعيه الدمويه تنمو بواسطه فرش الخلايا الباطنية الخارجيه الخلويه الجديده ومن بعد ذلك تكوين الصفيحة القاعديه وأخيرا الوعاء الدموي ينشأ طبقه من الخلايا الحوطيه.

الخلايا الجذعيه وخلايا الباطنية التي نُشئت من اوعيه دمويه غير مصابه، تكون لها اقدام كاذبه تدفعها خلال المحيط الخارجي للخليه في المنطقة المجروحه لتكوين وعاء دموي جديد. الخلايا الباطنية تنجذب إلى المنطقة المجروحه بواسطه الفبرونكتين الموجود في الفبرين وكيميائيا بواسطه عوامل أخرى تفرز بواسطه خلايا أخرى.
لتهاجر الخلايا الباطنية تحتاج إلى عده انزيمات منها الكولاجينيزيز collagenases وممفعل البلاومنوجين plasminogen activator لتحليل التخثر وجزء من المحيط الخارجي الخلوي. الانزيم المعتمد على الزنك هو انزيم يهضم الغشاء القاعدي والمحيط الخارجي الخلوي ليسمح هجره الخلايا واعاده التكوين وتكوين الاوعيه الدمويه.
عندما يعود التاكسج إلى مستواه الطبيعي فأن الخلايا البلعميه والخلايا التي تفرز عوامل نمو أخرى تمتلئ البيئة بحمض اللاكتيك  وتتوقف الخلايا عن افراز العوامل المؤثره على الاوعيه الدمويه.بالتالي تغذى الانسجه بالدم بصوره كافيه، الهجرة واعاده تكوين الانسجه الدمويه الباطنية تقل.واخيرا الاوعيه الدمويه الغير محتاجه تموت باسطه الموت البرمجي.

### تكوين النسيج الليفي والنسيج الحُبيبي
بالتزامن مع عمليه تكوين الاوعيه الدمويه، الخلايا الليفيه تبدا بالتجمع في المنطقة المجروحه. تيدأ الخلايا الليفيه بالدخول إلى المنطقة المجروحه من 2 إلى 5 أيام بعد حدوث الجرح عندما تنتهي المرحلة الالتهابيه، وعددها يزداد بعد الاسبوع الأول والثاني. في نهايه الاسبوع الأول تكون خلايا الليفيه هي الخلايا الرئيسيه. تكون النسيج الليفي ينتهي في الاسبوع الثاني.
عمليه تكون النسيج الليفي كنموذج توصف بانها عمليه مماثله لعمليه تكوين الاوعيه الدمويه، فقط نوع الخلية هو الخلليه الليفيه بدلا من الخلية الباطنية. بداية المرحلة الكامنه عندما تفرز البلازما خارج منطقه الجرح، التطهير الالتهابي والتنظيف. التورم يزيد من قابليه الجرح النسيجيه على هجره الخلايا الليفيه في وقت لاحق، ثانيا، عندما تقترب عمليه الالتهابيه من الانتهاء، تفرز خلايا البلعمة والخلايا البدينه من الانسجه المجاورة عوامل كيميائيه وعوامل نمو الخلايا الليفيه.الخلايا الليفيه ترتخي من الخلايا المجاورة ومن المحيط الخارجي الخلوي. خلايا البلعمة تفرز انزيم هاضم (protease) الذي يحلل المحيط الخلوي الخارجي للانسجه المحيطه، محررا الخلايا الليفيه المنشطه لاعاده تكوين والهجرة إلى المنطقة المجروحه. الفرق بين نمو الاوعيه الدمويه واعاده تكوين الخلايا الليفيه هو ان الأول معزز بننقص الاكسجين، في حال الآخر يٌمنع بنقص التأكسج. النسيج الليفي الضام المترسب ينضج عن طريق افراز المواد الخلويه الخارجيه الي المنطقة الخلويه الخارجيه مكونه النسيج الحبيبي. اخيرا الكولاجين يترسب في المنطقة الخلويه الخارجيه (ECM).
في الايام الثلاثة الأولى بعد الجرح، الخلايا الليفيه تهاجر وتنضج، لاحقاً هذه الخلايا تجمع الكولاجين في المنطقة المجروحه. المنشأ لهذه الخلايا يُعتقد ان يكون من الانسجه المجاورة غير المٌتأذيه (على الرغم من ان بعض الادله انها مستمده من الدم الموجود في المناطق المجاورة). في البداية الخلايا الليفيه تستخدم الياف الفبرين في الجرح (بشكل جيد في نهايه مرحله الالتهابات) لتهاجر عبر الجرح، ولاحقا التمسك بالفيبرونيكتين. بعد ذلك تفرز الخلايا الليفية بعض المواد القاعديه في الجرح وبعد ذلك يُفرز الكولاجين التي سوف تلتصق به بعد الهجرة.
يعمل النسيج الحُبيبي كنسيج بدائي وتبدأ بالظهور في الجرح خلال المرحلة الالتهابيه بعد اثنين إلى خمسه أيام من حدوث الجرح، ويستمر في النموالى ان يتم تغطيه الجرح كاملاً.النسيج الحبيبي يتألف من الاوعيه الدمويه الجديده والخلايا الليفية والخلايا الالتهابية والخلايا الباطنية والخلايا العضليه ومكونات المحيط الخلوي الخارجي الجديده.المحيط الخلوي الخارجي المؤقت يختلف عن المحيط الخلوي العادي ومكوناته تنشأ من الخلايا الليفيه، وهذه المكونات هي الفيبرونكتين، الكولاجين، الجلايكوسامينوجلايسين، الالاستين، الجلايكوبروتين، والبروتوجلايكين. ولكن المكون الرئيسي هو الفيبرونيكتين وحمض الهيالورونيك واللذان يكونان مصفوفه رطبه ويسهلان هجران الخلية. مؤخرا هذه المحيط الخلوي الخارجي البدائي يبدل بمحيط خلوي خارجي اخر يشابه الموجود في المنطقة غير المجروحه.
عوامل النمو (PDGF، TGF-β) والفيبرونيكتين يشجعون على تكوين نسيج جديد والهجرة إلى المنطقة المجروحه وانتاج جزيئات المحيط الخلوي الخارجي بواسطه الخلايا الليفيه. الخلايا الليفيه أيضا تفرز عوامل نمو تؤدي إلى جذب الخلايا الضهاريه إلى المنطقة المجروحه.نقص التأكسج أيضا يعد مساهما في عمليه تكوين الخلايا الليفية وافراز عوامل النمو، مع ان قله الاوكسجين تؤدي إلى منع نمو وافرز النسيج الخارجي الخلوي والذي يؤدي إلى حدوث ندب ليفي شديد.

#### إفراز الكولاجين
من أهم الوظائف التي تقوم بها الخلايا الليفيه هي إنتاج الكولاجين. عمليه افرازالكولاجين هي عمليه مهمه لانها تزيد من قوه المنطقة المجروحه، قبل ان يُفرز الكولاجين تكون هذه المنطقة مغطاه بطبقه رقيقه من الجلطة المكونه من الفبيرين والفيبرونيكتين، والتي لا توفر القوه الكافيه لتحميها من الحوادث الأخرى.أيضا، الخلايا المشاركة في مرحله الالتهاب، وعمليه تكوين الاوعيه الدمويه، وعمليه تكوين النسيج الضام الملتص به والتي تنمو وتتميز على الكولاجين تُضع بواسطه الخلايا الليفيه.
الكولاجين نوع الثالث والفيبرونيكتين بصوره عامه يبدئون باللإفراز في كميات محدوده في خلال 10 ساعات و 3 أيام اعتمادا على حجم الجرح.انتشارهما يرتفع من الاسبوع الأول إلى الاسبوع الثالث. حيث انهما هما المسيطران على مواد الشد إلى اخر مرحله من مرحله النمو والتي هي المرحلة الي يُستبدل بها هذا الكولاجين بنوع اخر وهو كولاجين نوع الثالث الذي يعد اقوى من الأول.
مع ان الخلايا الليفية تفرز الكولاجين الا انها ايضاً تفرز انزيم الكولاجينيزيز collagenasesو الذي يحلل الكولاجين. بعد وقت قصير من حدوث الجرح عمليته تصنيع الكولاجين تعلو على عمليه هدمه، لهذا نسبته تزداد في المنطقة، لكنها أيضا تعود إلى وضعها الطبيعي في وقت لاحق. في عمليه التجلط هنا تشير الي بدايه نهايه عمليه النضج.تكوين النسيج الحُبيبي يبدأ بالتوقف والخلايا الليفيه تقل في عددها عندما تنتهي وضيفتها. في نهايه مرحله تكوين النسيح الحُبيبي، الخلايا الليفيه تبدأ بالموت البرمجي وتحول النسيج حُبيبي من محيط مليء بالخلايا إلى محيط مليء بالكولاجين

### تكوين النسيج الضهاري
تكوين النسيج الحُبيبي في الجرح المفتوح يحث على عمليه اعاده تكوين النسيج الضهاري للبدء، فخلايا النسيج الضهاري تهاجر من النسيج الجديد لتكون حاجز بين الجرح والمنطقة المحيطه.الخلايا الاساسيه المساهمة في تكوين النسيج الضهاري واللذان يكونان في حافه الجرح هما الخلايا الكيراتينه القاعديه (Basalkeratinocytes) ولواحق الجلد (dermal appendages) والذي يشمل بويصلات الشعر وغدد العرق والغدد الدهنية، حيث يتقدمون على شكل غطاء من حافه الجرح ويلتقون في الوسط، عند ذلك تتوقف الحركة في تلك المنطقة.في نهايه الالتئام سوف يتكون ندبة، بويصلات شعر، خلايا عرقيه  واعصاب لم تتكون بعد. مع قله بويصلات الشعر والغدد العرقيه والاعصاب، الجرح سوف يُكون ندبه الذي يعد تحدي للسيطرة على درجه الحرارة
خلايا الكيراتين تهاجر قبل ان تنمو اولاً. هذه الهجرة تبدأ في الساعات الأولى من حدوث الجرح. ولكن الخلايا الضهاريه تتطلب نسيج حي لتهاجر من خلاله، حيث ان لو كان الجرح عميق، يجب ان يكون مليء بالنسيج الحبيبي اولاً.
لهذا وقت هجران الخلايا متراوح ويمكن ان يبدأ من اليوم الأول. اطراف الجرح تبدأ بالنمو في اليوم الثاني أو الثالث لتوفر خلايا أكثر للهجره إلى المنطقة.
في حاله ان الجدار القاعدي لم يُحطم، الخلايا الضهاريه تُستبدل خلال ثلاثه أيام بواسطه الانقسام والهجرة إلى الاعلى في الطبقة القاعديه stratum basale في نفس المبدأ الذي في المنطقة السليمه. لكن في حاله خرق الجدار القاعدي فإن تكوين النسيج الضهاري يكون من حواف الجر ومن لواحق الجلد كبويصلات الشعر وغدد العرق والغدد الدهنيه التي تدخل الطبق التحت الجلديه المغطاة بالخلايا الكيراتينيه الحيه. في حال ان الجرح كان عميقا جدا فإن لواحق الجلد قد تكون تأذت أيضا، بالتلي تصبح حواف الجلد هو المكان الوحيد لهجره الخلايا.
تحفز هجره الخلايا الكيراتينيه من فوق الجرح بواسطه نقصان في منع الاتصال وبواسطه بعض المواد الكيميائيه كأكسيد النتريك.
قبل ان تهاجر هذه الخلايا يجب ان تدمر الجسيمات الرابطة فيما بينها (desmosomes و hemidesmosomes)، والتي عادةً تتمركز الخلايا بواسطه الخيوط الوسطيه intermediate filaments في هياكل الخلايا والمحيط الخارجي للخليه. المستقبلات البروتينيه عبر الغشائيه المسماة ب (integrins) والتي مصنوعه من البروتينات السكرية وعاده تمركز الخلية قي الجدار القاعدي بواسطه هيكل الخلية نفسها، تٌفرز من الخيوط الوسطيه للخليه وتُحول إلى خيوط الآكتين (actin filaments) لتعمل كرابط للمحيط الخارجي للخليه للاقدام الكاذبه خلال الهجرة. وبالتالي الخلايا الكيراتينيه تنفصل من الجدار القاعدي وتصبح قادره على الدخول إلى المنطقة المجروحه.
الخلايا الكيراتينيه تغير من شكلها قبل ان تهاجر حيث تصبح أطول وأرق وتمد بعض الامتدادات الخلويه كالصفائح القدميه (lamellipodia) وامتدادات أخرى عريضه أيضا التي تبدو كالاغصان. الخيوط الاكتينيه والاقدام الكاذبه تشكل في هذه المرحلة. خلال هجره المستقبل البروتيني (integrins)التي على الاقدام الكاذبه الملتصقه بالمحيط الخارجي للخليه والخيوط الاكتينيه الممتده تسحب الخلية معها. التداخل مع الجزيئات الموجوده في المحيط الخارجي الخلوي والمستقبلات البروتينية تشجع على تكوين الخيوط الاكتينيه والصفائح القدميه والاقدام الكاذبه.
تتسلق الخلايا الضهاريه الواحده فوق الأخرى لتهاجر من مكانها لتكون طبقه من هذه الخلايا تدعى باللسان الضهاري. أول خليه تمسك الغشاء القاعدي تكون الطبقة القاعدية.هذه الخلايا القاعديه تستمر بالهجران من خلال الجرح والخلايا الضهاريه تمتد من فوقها أيضا. كلما كانت عمليه هجران الخلايا اسرع كلما قلت نسبه وجود ندبه بعد الجرح.
الفيبرين والفيبرونيكتين والكولاجين في المحيط الخلوي الخارجي قد تقوم بإرسال اشارات إلى الخلايا لتنقسم وتهاجر. مثل الخلايا الليفيه، الخلايا الكيراتينيه المهاجرة تستخدم الفيبرونيكنتين مع الفبرين المترسبه في الالتهاب كرابط لتزحف من خلال المنطقة.

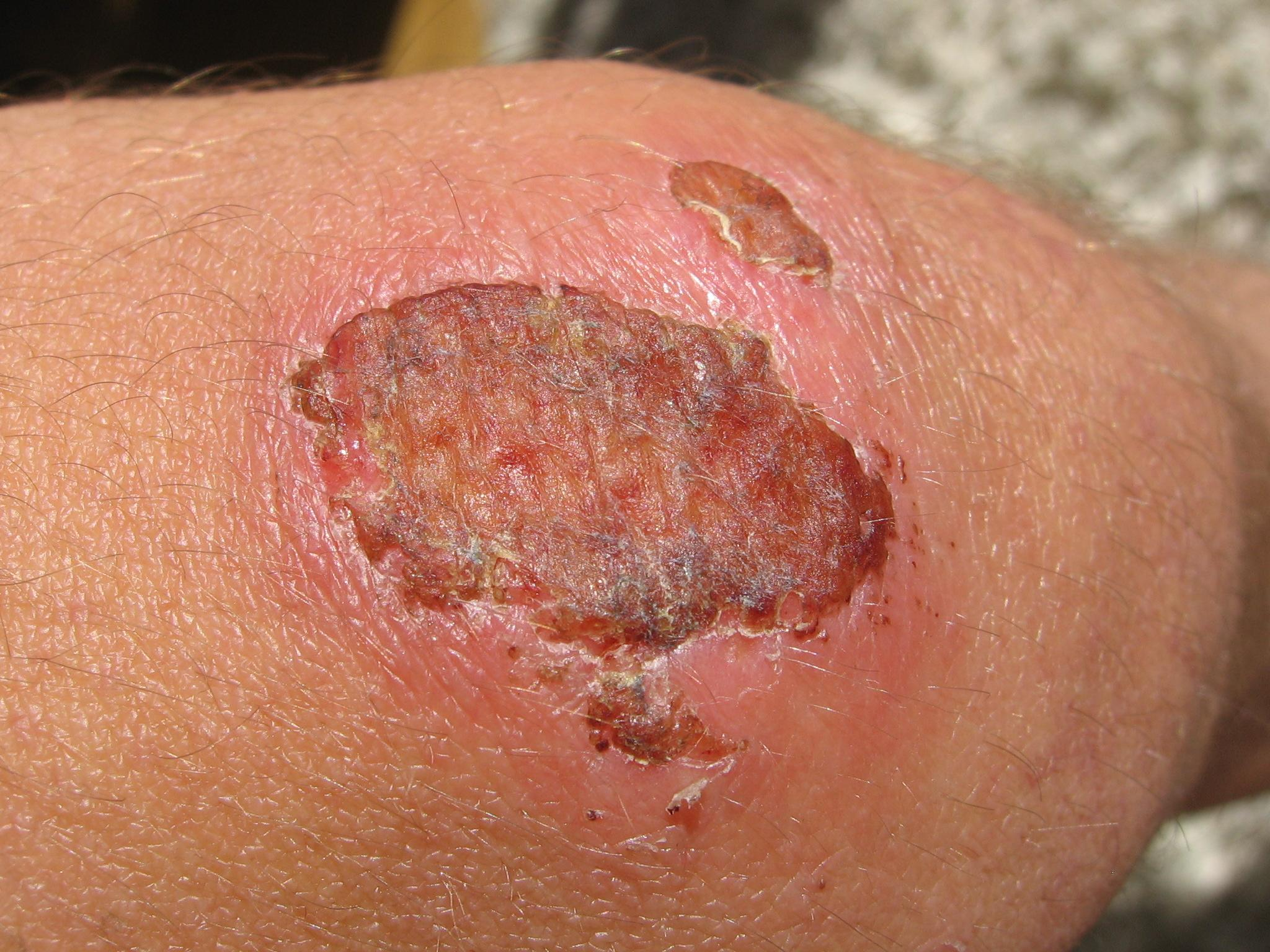
قشرة لجرح

عندما تهاجر الخلايا الكيراتينيه فانها تزحف فوق النسيج الحُبيبي ولكن تحت الطبقة المكونه فوق الجرح (في حال كانت موجوده) لتعزل هذه الطبقة عن الانسجه الموجوده بالاسفل. الخلايا الضهاريه لها القدرة على بلع البكتيريا والتلف الي قد تسبب في منع سير العملية بالاتجاه الصحيح.لان الطبقة التي تغطي الجرح يجب ان تزال، هجره الخلايا الكيراتينيه يُحسن بواسطه البيئة الرطبة، لان البيئة الجافه تكون ندبه كبيره وخشنه.
أيضا تقوم الخلايا باتلاف الاوساخ والجلطة التي تمنع طريقها من العبور خلال الجرح في المنطق المحيطه بالخلية. حيث انها تفرز انزيم البلازمينوجين المنشط الذي يفعل البلازمينوجين ويحوله إلى بلازمين والذي بدوره يقوم بتحليل الطبقة المغطيه لجرح.الخلايا تهاجرفوق الانسجه الحيه فقط، لذلك يجب ان تفرز انزيم الكولاجينيز والبروتريز مثل انزيم ميتالوبروتريز (matrix metalloproteinases (MMPs)) لتحلل المناطق التالفة في المحيط الخلوي الخارجي التي في طريقها، خصوصا في واجهه الطبقة المهاجرة. تقوم أيضا الخلايا الكيراتينيه بذوبان الغشاء القاعدي مستخدمةً المحيط الخلوي الخارجي الجديد الذي فٌرش بواسطه الخلايا الليفيه لتزحف من خلاله. كما تواصل الخلايا الكيراتينه الزحف، فأنها تستبدل ببعض الخلايا الضهاريه الجديده التي تكونتت من حواف الجرح ليتم استبدالها لاحقا وتامين خلايا جديدة للطبقة الجديدة. النمو من بعد الخلايا الكيراتينيه عادهً يبدأ بعد أيام قليله من الجرح. ويتصاعد نسبته إلى أكثر من 17 مره من الموجوده في الانسجه العاديه. الخلايا الضهاريه هي الوحيده التي تتكاثر من حواف الجرح إلى ان يتم تغطيه الجرح كاملا.
عوامل النمو تفرز بواسطه الانتغرنز و MMPs لتجعل الخلايا تبدأ بالتكاثر من حواف الجرح. خلايا الكيراتينه نفسها تنتج وتفرز عوامل من ضمنها عوامل نمو وبروتينات الغشاء القاعدي واللذان يعملان على تكوين النسيج الضهاري في المراحل الأخرى من التآم الجرح. عوامل النمو أيضا مهمه لتفعيل الدفاع المناعي الاولي للمنطقه المجروحه بواسطه افرازات التي تنتج بيبتيدات المضادات الحيويه والسيتوكينات الكيميائيه المتعادله في الخلايا الكيراتينيه.
الخلايا الكيراتينيه تستمر بالهجرة من خلال الجرح لحد ان يلتقي الطرفان في وسط الجرح في نقطه عندما يقوم مثبط الاتصال بوقف هجره الخلايا. عندما تنتهي هجره الخلايا تقوم الخلايا الكيراتينيه بفرز بعض البروتينات من الغشاء القاعدي. بعد ذلك تقوم الخلايا بعكس العمليات البايولوجيه حيث تقوم بصنع الروابط الخلويه desmosomes و hemidesmosomes وتصبح المتمركزه مره أخرى في الغشاء القاعدي. الخلايا القاعديه تبدأ بالانقسام والتميز في نفس النمط الذي في الجلد الطبيعي لتكون طبقه strata الموجوده في الجلد ذو النسيج الضهاري الجديد.

### التقلص (Contraction)
الشد أو التقلص هو مفتاح مرحله التئام الجرح للإصلاح .
إذا طالت مده التقلص قد يؤدي ذلك إلى تشويه وعدم القدرة إلى اداء الوظيفة. بالتالي هناك فائده عظيمه من فهم بايولوجية انكماش الجرح.والتي يمكن ان توضع في نموذج باستخدام تقلص الكولاجين في مشروع أو نموذج مقارب للطبقه الجلديه.
التقلص يبدأ تقريبا بعد اسبوع من حدوث الجرح عندما تتميز الخلايا الليفيه وتتحول إلى خلايا عضليه، في حاله الجروح السميكه فإن التقلص يبلغ حده من اليوم الخامس إلى اليوم الخامس عشر، كما انه يمكن ان يبقى لعده اسابيع ويستمر إلى ان يتم تكوين نسيج ضهاري جديد على الجرح. الجرح الكبير يمكن ان يتقلص بنسبه 40% إلى 80% اصغر. كما ان الجروح تتقلص بمعدل 0.75 ملم باليوم الواحد، معتمده على ارتخاء النسيج للمنطقه المجروحه. لا يحصل الانكماش بصوره متناظره بل في اغلب الحالات يكون له محور الانكماش الذي يسمح لتنظيم تنسيق الخلايا مع الكولاجين بشكل اعظم.
يحصل التقلص في البداية بدون مشاركه الخلايا العضليه.
لاحقا الخلايا الليفيه تُحفز بواسطه عوامل النمو وتتميز إلى خلايا عضليه. الخلايا العضليه مسؤولة عن الانكماش وهي شبيه بالخلايا العضلية الملساء، حيث انها تحتوي على نفس الاكتين الموجود في الخلايا العضليه الملساء.
الخلايا العضليه تنجذب بواسطه الفيبرونيكتين وعوامل النمو حيث انهم يتحركون مع الفيبرونيكتين المتصل بالفبرين في المحيط الخارجي للخليه من اجل الوصول إلى حواف الجرح، ويشكلون اتصال مع المحيط الخلوي الخارجي مع حواف الجرح، حيث يشكلون وصل بين بعضهم وبين حواف الجرح بواسطه روابط الخلية. desmosomes)fibronexus)أيضا عند الالتحام يجلب الفيبرونيكسس
الاكتين الموجود في الخلايا العضليه مرتبط بجدار الخلية مع جزيئات من المحيط الخلوي الخارجي مثل الفيبرونيكتين والكولاجين. الخلايا العضليه لديها العديد من الالتحامات التي تسمح بسحب المحيط الخلوي الخارجي عندما يتقلص الجرح مما يصغر حجم المنطقة. في هذا الجزء من الشد، الاغلاق يحصل اسرع من الجزء المعتمد على الخلايا العضلية.
عندما يتقلص الاكتين في الخلية العضليه فان حواف الجرح تجلب مع بعض. اما الخلايا الليفية فهي تضع الكولاجين لتعزز الجرح عندما تنقبض الخلايا العضليه. هذه المرحلة تنتهي من المرحلة النمو عندما تتوقف الخلايا العضليه عن الانقباض وتموت. تحلل المصفوفه المؤقته يؤدي إلى نقص في حمض (chondroitin sulfateالهيالورونيك وزيادة سلفات الكوندرويتين)
، والذي يؤدي تدريجيا إلى وقف هجرة وتكاثرالخلايا الليفية. هذه الأحداث تشير إلى بداية مرحلة النضج في عمليه التئام الجروح.

## النضج واعاده البناء
عتدما تتعادل مستوى بناء وهدم الكولاجين، فٌان عمليه النضج تبدأ. خلال هذه المرحلة الكولاجين من النوع الثالث الذي يكون هو السائد خلال النمو يٌستبدل بالكولاجين نوع الأول. يعاد ترتيب الكولاجين غير المصفوف وربطه واعاده ترتيبه إلى جانب خطوط الشد أو التوتر. بدايه مرحله النضج تتراوح بشكل واسح حيث انها تعتمد على الجرح إذا كان فد اغُلق أو بقي مفتوحاً، متراوحا من ثلاثه أيام  إلى ثلاثه اسابيع. هذه المرحلة يمكن ان تستمر لسنه أو أطول معتمده على نوع الجرح ايضاً.
كما تتقدم المرحلة فٌان قوه شد الجرح تزداد أيضا مع ندبه قويه بنسبه 80% من قوه النسيج الطبيعي. وبانخفاض النشاط عند منطقه المجروحه، تفقد الندبة مضهرها المحمر بسبب موت الاوعيه الدمويه لانتهائها من وظيفتها.
عادهً مراحل التأم الجرح تكونه مُتنبئه وفي وقت معين، ان لم تكن كذلك فإن الجرح قد يكون مزمن كالقرحة الوريديه أو ندبه جدريه.

## عوامل تؤثر على التئام الجرح
عده عوامل تسيطر على فعاليه وسرعه وطريقه شفاء الجرح وهم يكون عوامل محليه أو شامله.

### عوامل محليه
- عوامل ميكانيكيه
- التورم
- نقص الترويه الدمويه وموت الانسجه
- اجسام غريبه
- نقص في الاكسجين

### عوامل جهازية
- قله النضح
- ألتهاب
- السكري
- التغذية
- امراض الأيض
- نقص المناعة
- خلل في النسيج الضام
- التدخين

## الابحاث والتطور
قبل العقد الماضي كان النموذج الكلاسيكي لالتئام الجروح الذي يحتوي على الخلايا الجذعيه التي تقتصر على اجهزه معينه، لم يكن تؤخد على محمل الجد.من بعد ذلك، مفهموم الخلايا الجذعيه البالغه الحاويه على الليونة الخلويه وعلى قدرتها على التميز إلى خلايا لا تنتسب اليها، ظهر كتفسير بديل. أكثر وضوحاَ، الخلايا الاصليه المكونه لدم (التي تساهم في نمو الخلايا في الدم) يُمكن ان يكون لها القدرة على التميز مره أخرى إلى خلايا جذعيه دمويه و/أو تتحول إلى خلايا غير منتسبه اليها كالخلايا الليفيه

### الخلايا الجذعيه وليونه الخلايا
الخلايا الجذعيه البالغه المتعدده لها القدرة على ان تجدد نفسها وان تنتج خلايا أخرى مختلفه.حيث انها تنتج خليا اصليه ايضاً، التي هي لا تسطيع ان تجدد نفسها ولكن تستطيع ان تنتج خلايا من نوع مختلف. مدى مشاركه الخلايا الجذعيه في الاجزاء العميقه من الجلد خلال النئام الجرح هي مشاركه معقده وغير مفهومه بشكل كامل.
كان يُعتقد ان البشرة والادمة يٌعد تنظيمها من خلال الانقسام النشط للخلايا الجذعيه الموجوده في قمه
التلال الشبكية التي تعرف ل الخلايا الجذعيه القاعديه (rete ridges
التضخم لبويصلات الشعر (خلايا الجذعيه لبويصلات الشعر) وشعيرات الادمه (خلايا الجذعيه الادميه).وعلاوه على ذلك نخاع العظم يمكن ان يحتوي على خلايا جذعيه التي تلعب دور كبير في التئام الطبقة تحت الجلد.
في حالات نادره، مثل الجروح الجلديه العميقه، تُحفز بعض المجوعات الفرعيه ذو التجديد الذاتي لتشارك في عمليه الالتئام، حيث تحفز على إنتاج خلايا التي بدورها تقوم بانتاج الكولاجين ليلعب دورا مهما في اعاده ترميم الجرح. هاتان المجموعاتان الفرعيتان هما 1) الخلايا الجذعيه الوسيطه المشتقه من نخاع العظم، 2)الخلايا الجذعيه المكونه للدم. نخاع العظم ايصا يحتوي على بعض المجموعات الفرعيه المولده (الخلايا البطانية المولده)، والتي تٌحرك في نفس الاعداد لتساعد في عمليه بناءوتكوين الاوعيه الدمويه. وعلاوه على ذلك، فقد اُعتقد ان الجروح الجلديه العميقه يُشجع على هجره بعض أنواع الفرعيه من خلايا الدم البيض لتساعد في عمليه التئام الجرح وهذه الخلايا هي الخلايا الليفيه.

### إصلاح الجرح وتجديده
الجرح هو انقطاع في شكل و/أو وظيفه نسيج معين. بعد الجرح، فأن الانسجه الهيكليه تعاد تجديدها بشكل جزئي أو كامل. من ناحيه أخرى، النسيج الذي لا يُقطع تشكيله قد يعاد ترميمه بصوره كامله. على سبيل المثال، اعاد تجديد أو بناء جرح غير مصاب في تشكيلته يعتبر نسيج غير مجروح مثل الجلد. فخلايا الجلد غير المجروح تتجدد بصوره كامله وباستمرار.
والفرق بين الإصلاح والتجديد هو فرق دقيق، حيث أن الإصلاح هو تجديد جزئي أو غير كامل. الإصلاح أو التجديد الجزئي هو تكيف فيزيولوجي للعضو للاستمرار بعد حدوث جرح بدون تبديل كامل للانسجه المفقوده أو التالفه.
أما التجديد الحقيقي أو الكامل فهو تبديل للانسجه التالفه أو المفقوده بانسجه مثلها تماماً من حيث الشكل والوظيفة. مع هذا فالثديات عندما تصاب الجرح فانها تعيد تجديد نفسها بنفسها، وعاده لا تجدد نفسها بصوره كامله.
غشاء بطانه الرحم هو مثال على الاغشيه التي تعاد تجديدها بصوره كامله بعد حوث تدخل في شكلها أو وظيفتها، حيث انه بعد ان يُتلف عند المحيض يلتأم بتجديد كامل.
في بعض الحالات بعد تلف الانسجه كالجلد فأن التجديد المقارب لتجديد الكامل قد حُفز بواسطه استخدام مجموعه (glycoaminoglycan-ollagenc) من الموادالقابلة للتحلل.
هذه السقالات مشابه لتركيب الخلوي الخارجي في تركيبها الموجود في الانسجه الطبيعيه أو غيرالتالفه.
ومن المثير للاهتمام هو ان الشروط الاساسيه لتجديد الانسجه تعارض الشروط الواجبه لأصلاح الجرح، والتي تتضمن منع تفعيل الصفيحات الدموية ومنع الالتهاب ومنع الشد أو تقلص الجرح. بالاضافه إلى دعم التماسك بين الخلايا الليفيه والخلايا الباطنه، فإن السقالات القابله لتحلل تمنع انكماش الجرح، بالتالي تسمح للمنطقه بأن تجدد بدون ندبه.
بعض العقاقير الطبيه قد تحقق منها انها قد تكنه تمييز الخلايا العضليه الي تسبب الشد.
(heparin sulfate)هناك فكره جديده استوحت من كبريتات الهيبارين والتي تلعب دور رئيسي في توازن الانسجه: وهي العملية التي تُبدل الخلايا الميتة بخلايا أخرى مشابهه. في مناطق الجرح وعندما تفقد كبريتات الهيبارين فان عملية توازن الانسجة تتوقف فتمنع تبديل الخلايا الميتة بخلايا أخرى جديدة. نظائر كبريتات الهيبارين لا يمكن ان تهدم أو تحلل بواسطه كل من انزيمي الهبيارنيزيز والكولاجينيزيز وترتبط بالمناطق الشاغره المخصصه لكبريتات الهيبارين في الصفائح الخلويه الخارجيه، بالتالي تحفظتوازن النسيج الطبيعي وتمنع حدوث ندبه بعد شفاء الجرح
اصلاح أو تجديد مع العامل المحفز لنقص التاكسج ، في الحالات الطبيعيه بعد الجرح فأن العامل المحفز لنقص (prolyl hydroxylases)التاكسج يتلف بواسطه انزيم البروليل هيدروكساكسليزيز.
فقد وجد العلماء انه عمليه تنظيم عامل التاكسج بواسطه زيادة الانزيم الذي ذكر سابقا يجدد الانسجه المفقوده والتالفه في الثديات التي لها القدرة على الاستجابة للإصلاح، واستمراريه تنظيم هذا العمل عن طريق تقليل الانزيم ينتج عن التئام الجرح مع وجود ندبه من العمليات التجديد السابقه. هذا العامل يمكن ان ينشط أو يثبط بواسطه المركز الاساسي لتجديد في الثديات.

### التئام الجرح بدون تكون ندبه
شفاء الجرح بدون ندبة هو مبدأ معتمد على شفاء أو اصلاح الجلد (أو أي عضو) بهدف التئام النسيج المتوقع باقل ندبة ممكنة . هذا المبدا مختلط مع مبدأ الشفاء بدون ندبه تماماً، لانمبدأ الشفاء بدون ندبه ينتج عن التئام الجرح بدون أي نسيج مندب تماما.
المبدأ المعاكس لشفاء بدون تكوين ندبه تماما هو التندب والذي عرف بشفاء الجرح وتكوين ندبه. تاريخيا، بعض الثقافات تعتبر ان الندبة امر جذاب، ولكن، هذه ليست الحالة في المجتمع الغربي المعاصر، حيث ان بعض المرضى يُقبلون على عمليات تجميليه مع توقعات غير واقعيه. اعتمادا على نوع الندبة فأن العلاج يمكن ان يكون بتدخل جراحي (الحقن بالستيرويد أو الجراحة) و/أو العلاجات الوقائية (علاج بالضغط، مرهم السيليكون، والعلاج بالشعاع الضوئي أو الاشعاعي).
الحكم الطبي ضروري لتحقيق توازن فوائد هذه الطرق المختلفه من الحلول مع الاستجابة والمضاعفات الناتجه عنه وعدد كبير من هذه العلاجات قد يكون لها تأثير وهمي والادله على استخدامها هي ادله ضعيفة.
في العقود الماضيه، توسعت العمليات الاساسيه البيولوجية المشاركة في اصلاح الجرح بسبب تقدم العلم البايولوجي الخلوي والجزيئي. حالياً الهدف النهائي من التئام الجروح البيولوجي هو للحث على إعادة ترميم واغلاق أكثر بصورة اسرع باقل صورة ممكنه من التندب في منطقة الجرح.
ولكن الهدف الرئيسي من شفاء الجرح هو للحث على ترميم أفضل للمنطقه المتأثره. شفاء الجرح بدون ندبه يحدث عند الثديات في انسجة الجنين، حيث ان التجديد الكامل محدوده على الفقاريات مثل السلمندر واللافقاريات. اما عند الإنسان البالغ، الانسجه المجروحه تصلح بإضافه بعض الكولاجين واعادة تنظيمه واخيرا تكوين ندبه، حيث يعتقد ان شفاء الجروح عند الجنين يكون اقل تندبا أو بدون ندبه.
لهذا قد يستخدم شفاء جروح الجنين كنموذج شفاء الجرح عند الثديات للحصول على أفضل استجابه عند الكبار.بهدف الحصول على الادله. بعض الدراسات قد تحقق منها حيث وُجد ان شفاء الجرح عند الجنين يكون اسرع وأكثر كفاءة كما ان النسيج الناتج هو نسيج مجدد بطريقه تامة.
اصل مصطلح الشفاء بدون تكون ندبه له تاريخ طويل. حيث وُجد في بدايه القرن العشرين طباعه عليها مبدأ الشفاء بدون ندبه والتي ظهرت في مجله لانسيت لندن. هذه العملية تتضمن قطع مائل جراحي، بدلا من الزاوية الصحيحه . وهذه قد وصفت في بعض الصحف.

## تحفيز التئام الجرح من منظور النمو
جهود كبيرة قد كُرست لفهم العلاقات الفيزيائيه التي تحكم التئام الجرح وتكون الندبة، مع النماذج الرياضيه والمحفزات لوضع توضيح لهذه العلاقات. نمو النسيج المحيط بالمنطقة المجروحة هو نتيجه هجره الخلايا وتحفيزها على نشر الكولاجين في المنطقة، الياف الكولاجين المصفوفة هي التي تحدد درجه التندب ، حيث ان درجه تموج ودوران الكولاجين هو من مواصفات الجلد الطبيعي ، في حال الكولاجين المصفوف هو الموجود في الانسجه المتندبه. لقد وجد بأنه نمو النسيج ومدى تشكيل الندبة يمكن ان يُسيطر عليها عن طريق تخفيف الإجهاد على المنطقة المجروحه
كما انه يمكن ان يحفز نمو الانسجه بواسطه العلاقات الكيمياء الحيويه التي تم ذكرها سابقا
المواد الكيميائيه ذات النشاط البايولوجي الفعال التي تلعب دوراً مهماً في التئام الجرح قد وضعت في نموذج معFickian diffusion لتوليد ملفات ركزة.
معادله التوازن للانظمه المفتوحه عندما يضم النموذج كتله لنمو بسبب الخلايا المهاجرة وانتشارها.وهنا المعادلة
Dtρ0 = Div (R) + R0
حيث ρ تعني كثافه الكتلة
تدفق (هجره الخلايا)R مصدر الكتلة (من تكاثر وانقسام الخلايا)R0

## انماط اغلاق الجرح

### النمط الاولي
- عندما يتم تقريب حواف الجرح لبعضها البعض (مخيطة\ ملصقة).
- تقلل التندب
- معظم الجروح الجراحية تلتئم عن طريق النوع الأول
- اغلاق الجرح يتم عن طريق الخيوط أو الكبسات أو اللاصق السائل أو الشريط اللاصق.
- امثلة على هذا النوع : التقرحات المعالجة بعناية، كسور العظام المجبسة لتخفيفها ، الشفاء الناتج عن زراعه الانسجة مع اوعيتها الدموية بحيث تكون متكاملة النضح الدموي (FLAP SURGERY).

### النمط الثاني
- الجرح هنا يتم به التحبحب
- هنا الجراح قد يغلق الجرح أو يغطيه عن طريق الشاش أو نظام صرف السوائل والقيح الناتج عن الجرح.

التحبحب قد يؤدي إلى ندبة بنطاق اوسع .
- الشفاء هنا قد يكون بطيئا نظراً لوجود سوائل تصرف بسبب الالتهاب.-
- العناية بالجرح يجب أن تكون يومية حتى يتم تحفيز عملية ازالة الحطام فبذلك يتم السماح لعملية التحبحب بالحدوث.
- أمثلة على هذا النوع : استئصال اللثة، رأب اللثة، قلع الاسنان، حروقا ، التقرحات الشديدة ، التقرحات الناتجة عن الضغط.

### النمط الثالث "الاغلاق الاولي المتأخر أو الخياطة الثانوية
- يتم تنظيف الجرح بالبداية، ثم تتم ملاحظته عادة من 4-5 أيام قبل الإلاق.
- يتم الإبقاء على الجرح مفتوحا لاهداف معينه .
- امثلة على هذا النمط : الشفاء الناتج عن ترميم الانسجة .

إذا لم يتم تقريب حواف الجرح مباشرة فان النمط الثالث هو الذي يسود وهذا النمط من الالتئام الانسب للجروح الملوثة، في اليوم الرابع بلعمه الخلايا الملوثة تتم بشكل جيد وعملية تكوين الطبقة الظاهرية وتراكم الكولاجين والنضوج للنسيج كلها تحدث، ويتم ازلة الاجسام الغريبة عن طريق الخلايا البلعمية التي قد تتحول إلى خلايا شبه ظاهرية محاطة بخلايا بيض احادية النواة لتكون الجرانيولوما أي الكتلة الحُبيبية.عادة في هذه الحالة يتم اغلاق الجرح عن طريق الجراحة وإذا لم يتم تنضيف الجرح بشكل كامل فسوف يحدث الالتهاب المزمن وبالتالي ينتهي بحدوث ندبة .

## ملخص عوامل النمو المشاركة في الالتئام
| عوامل النمو                  | الاختصار  | العضو الرئيسي | التأثير |
| ---------------------------- | --------- | --- | --- |
| عامل نمو البشرة              | EGF       | - البلعمة النشطة - الغدة اللعابية - الكراتينية                                                                                              | - الكيراتينية والخلايا الليفيةmitogen - هجرة خلايا الكيراتين - تشكيل النسيج الحُبيبي |
| عامل تحويل النموα            | TGF-α     | - البلعمة النشطة - الخلايا اللمفاوية التائية - الخلايا الكيراتينية                                                                          | - الخلايا الكبدية وتكاثر الخلايا الظهارية - اظهار الببتيدات المضادة للميكروبات - اظهار السيتوكينات الكيميائية |
| عامل نمو الخلايا الكبدي      | HGF       | - الخلايا المتوسطة | - الظهارية وتكاثر الخلايا البطانية - حركة الخلايا الكبدية |
| عامل نمو البطانة الوعائي     | VEGF      | - الخلاياالمتوسطة | - نفاذية الأوعية الدموية - نمو الخلايا البطانية |
| عامل نمو مشتق من الصفيحات    | PDGF      | - الصفائح الدموية - الخلايا البلعمية - الخلايا البطانية - خلايا العضلات الملساء - الخلايا الكيراتينية                                       | - جذب الحبيبية ، بلعم ، الخلايا الليفية والعضلات الملساء. - تنشيط الحبيبية ، البلاعم والخلايا الليفية. - نمو الخلايا الليفية ، خلية البطانية والعضلات الملساء. - انتاج الماتركس والميتالوبروتينيز والفايبرونكتين والهاليورينين - انتاج الاوعية الدموية. - اعادة ترتيب الجرح. - انتاج الانتجرين |
| نمو الليفية factor 1&2       | FGF-1, −2 | - الخلايا البلعمية - خلايا ماست البدينة - الخلايا اللمفاوية التائية - الخلايا البطانية - الخلايا الليفية                                    | - جذب الخلايا الليفية - انتاج الخلايا الليفية والكيراتينية - هجرة الخلايا الكيراتينية - تكوين الاوعية الدموية - تقلص الجرح - تراكم الكولاجين |
| عوامل تحويل النمو-β          | TGF-β     | - الصفائح الدموية - الخلايا اللمفاوية التائية - البلعمية - الخلايا البطانية - الخلايا الكيراتينية - خلايا العضلات الملساء - الخلايا الليفية | - جذب الحبيبية ، بلعم ، اللمفاويات ، الليفية والعضلات الملساء . - خليةTIMP انتاج - انتاج الأوعية الدموية - التليف - تثبيط انتاج الميتالوبروتينيز - انتاج الخلايا الكيراتينية |
| عامل نمو الخلايا الكيراتينية | KGF       | - الخلايا الكيراتينية | - هجرة وتمايز وانتاج الخلايا الكيراتينية |
| [ 82 ]                       |           | | |

### المضاعفات التي ممكن ان تحدث خلال التئام الجروح
1. قلة في تكوين الندبات؛ تؤدي إلى تمزق الجرح بسبب قلة تكوين مادة النسيج التحببي
2. زيادة في تكوين الندبات «الجدرية والرباطية والناتجه عن تضخم الندبة»
3. زيادة في التحبب
4. زيادة في التقلص (الجلد) أو نقصان في التقلص (حرق)
5. أخرى: تكلس حثلي، تغير التصبغات الجلدية، ندبات مؤلمة، فتق جراحي.

## البيولوجية وبدائل الجلد والأغشية الحيوية والسقالات
وقد ساهم التقدم في الفهم السريري الجروح والفيزيولوجيا المرضية من الابتكارات الطبية الحيوية الهامة في علاج الأمراض الحادة، والمزمنة، وأنواع أخرى من الجروح، وقد وضعت العديد من البيولوجية وبدائل الجلد والأغشية الحيوية والسقالات لتسهيل التئام الجروح من خلال آليات مختلفة.
وهذا يشمل منتجات مثل monoterpenes، Epicel، Laserskin، Transcyte، Dermagraft، AlloDerm/Strattice، Biobrane، Integra، Apligraf، OrCel، GraftJacket and PermaDerm.
تتلخص مراجعة منهجية لهذه المنتجات مع الآليات والنتائج السريرية من قبل فياس ، وآخرون